# Farancia erytrogramma
Farancia erytrogramma, noto anche come serpente arcobaleno, è un serpente non velenoso endemico delle pianure costiere degli Stati Uniti sud-orientali.